# Creditplus Bank

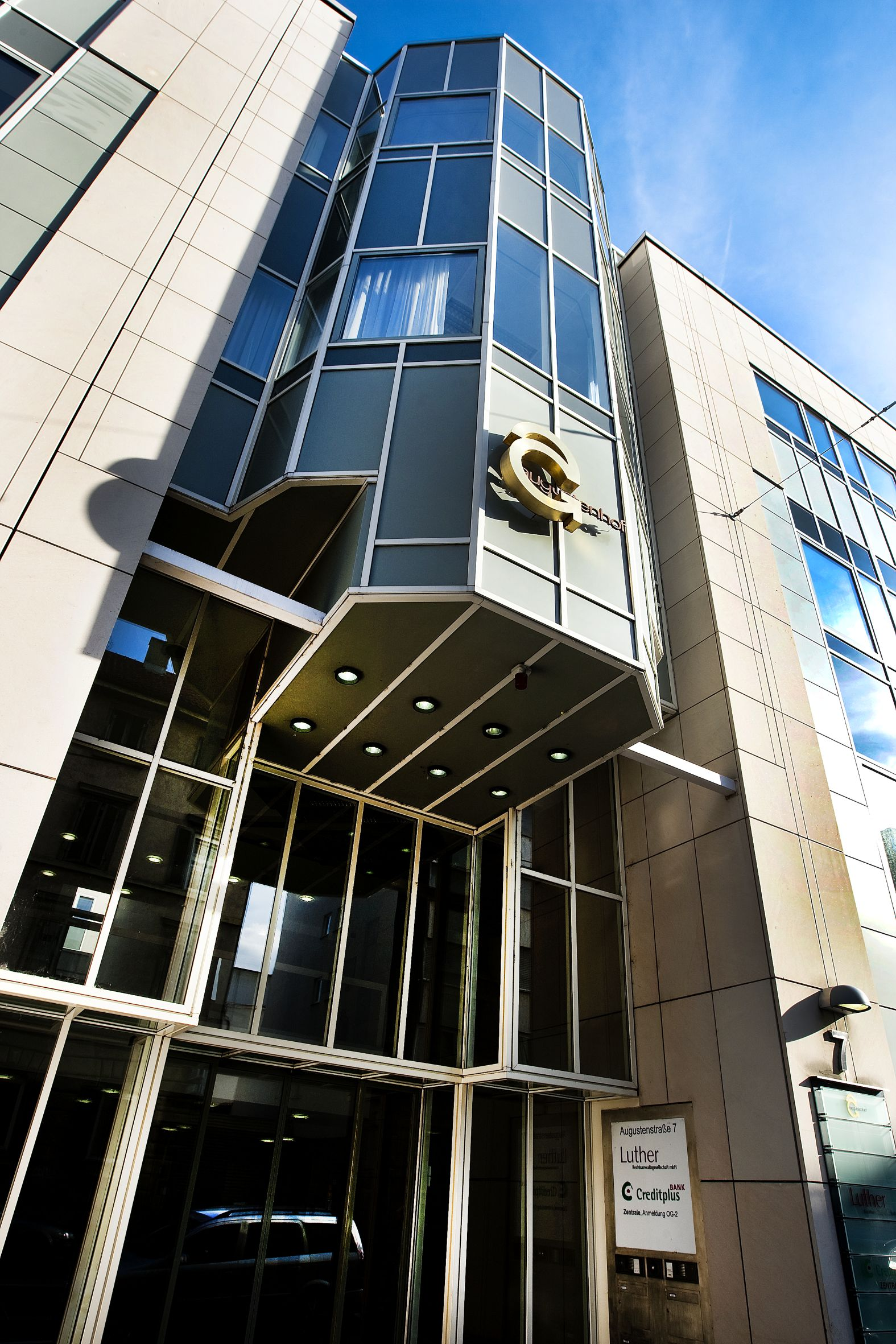
Zentrale in der Augustenstraße in Stuttgart

Die Creditplus Bank ist ein 1960 gegründetes Kreditinstitut mit den Geschäftsfeldern Absatzfinanzierung, Privatkredite und Händlerfinanzierung. Die Aktiengesellschaft mit Sitz in Stuttgart gehört über die französische Konsumfinanzierungsgruppe CA Consumer Finance zum Crédit Agricole Konzern. Creditplus beschäftigt mehr als 700 Mitarbeiter und ist mit 20 Filialen bundesweit vertreten.

## Geschichte
Gegründet wurde die Bank am 1. April 1960 in Stuttgart durch Willy Wall unter dem Namen Teilzahlungs-Kredit-Bank Willy Wall (TKB). 1977 entschloss sich der Bankgründer zur Veräußerung an die US-amerikanische Beneficial Corporation (gehört heute zur britischen HSBC) und es erfolgte 1979 die Umbenennung als Tochtergesellschaft in BFK-Kreditbank. 1987 erfolgte unter bestehenden Namen die Übernahme und Fusion mit der Münchener Kredit-Bank AG. Die Münchener Kredit-Bank  hatte bereits 1983 die Allgemeine Finanzierungsbank AG (1964 gegründet als Pfälzische Kundenkreditbank AG) übernommen. 1992 erfolgte die Übernahme der Pacific-Bank GmbH in Offenbach und 1996 die Umfirmierung der BFK-Kreditbank in Beneficial Bank AG. 1997 begann das Unternehmen mit der Online-Kreditvergabe. 1998 verkaufte die Beneficial Corporation ihr Deutschland-Geschäft an die französische Bankengruppe CA Consumer Finance mit Sitz in Paris. Die französische Geschäftsbank Crédit Agricole (CASA) übernahm bis 2000 zu 100 % die CA Consumer Finance Gruppe und in Deutschland erfolgte die Umfirmierung der Tochtergesellschaft in Creditplus Bank AG, die seitdem über die CA Consumer Finance (CA CF) zur Unternehmensgruppe Crédit Agricole gehört.

## Geschäftsfelder
Mit der Händlereinkaufsfinanzierung richtet sich die Creditplus Bank an Händler aus der Automotive-Branche. Zudem unterstützt sie andere Teile von CA Consumer Finance bei der grenzüberschreitenden Absatzfinanzierung. CA Consumer Finance ist derzeit in 19 Ländern vertreten.
Zum 1. Januar 2011 hat Creditplus die Funktion einer so genannten Captive Bank für die Suzuki Deutschland GmbH übernommen. So ist Creditplus unter dem Namen Suzuki Finance der Finanzierungsdienstleister für die Einkaufs- und Absatzfinanzierung der Suzuki-Produkte zuständig. Suzuki Leasing wird ebenfalls durch die Creditplus Bank betrieben.
Im Geschäftsfeld Partnerbanking fungiert die Creditplus Bank als Zulieferer und Abwickler für das Produkt Konsumentenkredit anderer Banken, die dadurch entsprechendes Fachwissen einkaufen oder im Konsumentenkreditgeschäft nur geringe Skaleneffekte erzielen. Die Creditplus Bank arbeitet dabei unter anderem mit der BW-Bank, Instituten aus dem Sparkassen- und Volksbankensektor, der Wüstenrot Bausparkasse sowie der Südwestbank zusammen. Sie gehört der Einlagensicherung des Bundesverbandes deutscher Banken an.
Die Bilanzsumme betrug am 31. Dezember 2022 ca. 6,8 Milliarden Euro.

## Mitgliedschaften
- Bundesverband deutscher Banken e. V., Berlin
- Bankenfachverband e. V., Berlin
- Verband der Auslandsbanken in Deutschland e. V., Frankfurt am Main
- Arbeitgeberverband des privaten Bankgewerbes e. V., Berlin
- Prüfungsverband deutscher Privatbanken e. V., Köln
- Bankenarbeitsgemeinschaft e. V., München